# Liste des pays par taux de suicide

Carte du taux de suicide (pour 100 000 habitants) dans le monde en 2019 :
> 30
20 – 30
15 – 20
10 – 15
5 – 10
0 – 5
Donnée indisponible

La liste des taux de suicide par pays est établie d'après les données de l'Organisation mondiale de la santé (OMS) mais aussi par l'Organisation de coopération et de développement économiques (OCDE), dans laquelle le rang d'un pays est déterminé par son taux global de décès officiellement enregistrés comme suicides. Environ une personne sur 5 000 à 15 000 meurt par suicide chaque année, avec un taux mondial estimé à 10,5 pour 100 000 habitants contre 11,6 en 2008. L'OMS signale que les statistiques sont peu fiables car seuls 80 États membres sont dotés de systèmes satisfaisants d’enregistrement des données et qu'il est de plus vraisemblable que le caractère sensible voire tabou de ce type de décès occasionne d'importantes  sous-déclarations.

## Taux de suicide dans le monde par pays
Le taux global des suicides est égal au nombre total de suicides divisé par la population totale.

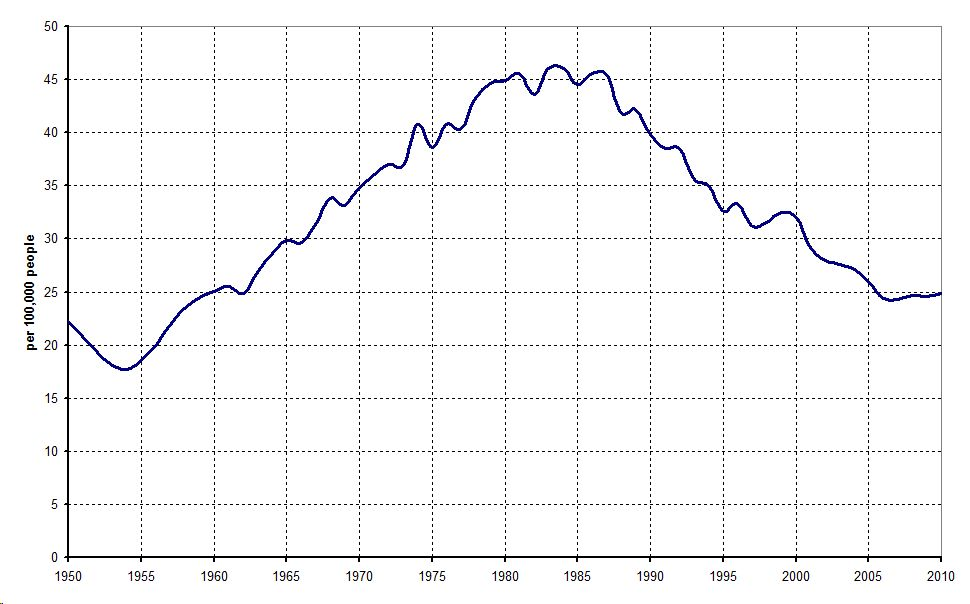
Taux de suicide en Hongrie (1950-2005), 1983 : 45,3 suicides pour 100000 habitants, il a été le deuxième plus fort taux (après la Lituanie, 1995 : 45,6) dans l'histoire humaine.

| Classement | État ou territoire               | Continent | Suicides pour 100 000 hab par an |
| ---------- | -------------------------------- | --------- | -------------------------------- |
| 8          | Lesotho                          | Afrique   | 20,57                            |
| 1          | Guyana                           | Amérique  | 31,26                            |
| 12         | Eswatini                         | Afrique   | 18,42                            |
| 18         | Kiribati                         | Océanie   | 17,29                            |
| 10         | États fédérés de Micronésie      | Océanie   | 20,17                            |
| 5          | Suriname                         | Amérique  | 23,6                             |
| 15         | Zimbabwe                         | Afrique   | 17,61                            |
| 27         | Afrique du Sud                   | Afrique   | 15,3                             |
| 69         | Mozambique                       | Afrique   | 9,28                             |
| 52         | République centrafricaine        | Afrique   | 11,64                            |
| 4          | Russie                           | Europe    | 24,1                             |
| 3          | Corée du Sud                     | Asie      | 25,81                            |
| 21         | Vanuatu                          | Océanie   | 16,31                            |
| 64         | Botswana                         | Afrique   | 9,72                             |
| 2          | Lituanie                         | Europe    | 27,91                            |
| 7          | Uruguay                          | Amérique  | 21,31                            |
| 14         | Kazakhstan                       | Asie      | 18,2                             |
| 33         | Mongolie                         | Asie      | 14,59                            |
| 6          | Ukraine                          | Europe    | 23,17                            |
| 13         | Îles Salomon                     | Océanie   | 18,27                            |
| 67         | Érythrée                         | Afrique   | 9,66                             |
| 9          | Biélorussie                      | Europe    | 20,44                            |
| 26         | Monténégro                       | Europe    | 15,45                            |
| 11         | Lettonie                         | Europe    | 19,42                            |
| 96         | Cameroun                         | Afrique   | 7,16                             |
| 98         | Côte d'Ivoire                    | Afrique   | 7,05                             |
| 31         | Cap-Vert                         | Afrique   | 15,06                            |
| 88         | Togo                             | Afrique   | 7,88                             |
| 115        | Somalie                          | Afrique   | 5,78                             |
| 48         | Samoa                            | Océanie   | 12,18                            |
| 28         | États-Unis                       | Amérique  | 15,25                            |
| 82         | Zambie                           | Afrique   | 8,16                             |
| 106        | Burkina Faso                     | Afrique   | 6,56                             |
| 19         | Slovénie                         | Europe    | 17,12                            |
| 17         | Belgique                         | Europe    | 17,3                             |
| 54         | Namibie                          | Afrique   | 11,57                            |
| 100        | Guinée équatoriale               | Afrique   | 6,89                             |
| 25         | Finlande                         | Europe    | 15,67                            |
| 126        | Tchad                            | Afrique   | 5,43                             |
| 66         | Gabon                            | Afrique   | 9,67                             |
| 38         | Inde                             | Asie      | 13,33                            |
| 22         | Sri Lanka                        | Asie      | 16,27                            |
| 129        | Bénin                            | Afrique   | 5,32                             |
| 99         | Angola                           | Afrique   | 6,95                             |
| 77         | Guinée-Bissau                    | Afrique   | 8,49                             |
| 46         | Suède                            | Europe    | 12,32                            |
| 137        | Guinée                           | Afrique   | 5,02                             |
| 16         | Japon                            | Asie      | 17,47                            |
| 32         | Moldavie                         | Europe    | 14,92                            |
| 97         | Burundi                          | Afrique   | 7,13                             |
| 29         | Estonie                          | Europe    | 15,19                            |
| 121        | Djibouti                         | Afrique   | 5,63                             |
| 20         | Hongrie                          | Europe    | 16,91                            |
| 135        | Sierra Leone                     | Afrique   | 5,09                             |
| 41         | Australie                        | Océanie   | 12,86                            |
| 95         | Haïti                            | Amérique  | 7,18                             |
| 44         | Islande                          | Europe    | 12,49                            |
| 102        | Kenya                            | Afrique   | 6,82                             |
| 35         | Croatie                          | Europe    | 14,31                            |
| 93         | Sénégal                          | Afrique   | 7,58                             |
| 81         | Malawi                           | Afrique   | 8,31                             |
| 119        | Ghana                            | Afrique   | 5,68                             |
| 112        | Ouganda                          | Afrique   | 5,84                             |
| 34         | Autriche                         | Europe    | 14,34                            |
| 43         | Canada                           | Amérique  | 12,51                            |
| 55         | Nouvelle-Zélande                 | Océanie   | 11,31                            |
| 24         | Cuba                             | Amérique  | 15,83                            |
| 162        | Niger                            | Afrique   | 3,55                             |
| 51         | Norvège                          | Europe    | 11,68                            |
| 50         | Suisse                           | Europe    | 11,72                            |
| 40         | Népal                            | Asie      | 13,07                            |
| 113        | Pakistan                         | Asie      | 5,82                             |
| 37         | France (voir suicide en France)  | Europe    | 13,72                            |
| 91         | Singapour                        | Asie      | 7,75                             |
| 122        | Gambie                           | Afrique   | 5,58                             |
| 74         | Fidji                            | Océanie   | 8,89                             |
| 42         | Tchéquie                         | Europe    | 12,56                            |
| 111        | Éthiopie                         | Afrique   | 6,17                             |
| 94         | Rwanda                           | Afrique   | 7,36                             |
| 45         | Slovaquie                        | Europe    | 12,34                            |
| 30         | Pologne                          | Europe    | 15,15                            |
| 57         | Pays-Bas                         | Europe    | 11,23                            |
| 108        | Madagascar                       | Afrique   | 6,31                             |
| 79         | Irlande                          | Europe    | 8,41                             |
| 58         | Maurice                          | Afrique   | 10,96                            |
| 72         | Luxembourg                       | Europe    | 9,02                             |
| 109        | Comores                          | Afrique   | 6,3                              |
| 36         | Trinité-et-Tobago                | Amérique  | 13,82                            |
| 70         | Kirghizistan                     | Asie      | 9,25                             |
| 73         | Ouzbékistan                      | Asie      | 8,96                             |
| 47         | Allemagne                        | Europe    | 12,31                            |
| 60         | Bosnie-Herzégovine               | Europe    | 10,7                             |
| 83         | République démocratique du Congo | Afrique   | 8,12                             |
| 120        | Tanzanie                         | Afrique   | 5,66                             |
| 62         | Argentine                        | Amérique  | 10,47                            |
| 61         | Chili                            | Amérique  | 10,61                            |
| 149        | Mali                             | Afrique   | 4,09                             |
| 49         | Thaïlande                        | Asie      | 12                               |
| 23         | Serbie                           | Europe    | 15,91                            |
| 116        | Seychelles                       | Afrique   | 5,77                             |
| 76         | Équateur                         | Amérique  | 8,51                             |
| 136        | Belize                           | Amérique  | 5,09                             |
| 75         | Géorgie                          | Europe    | 8,64                             |
| 56         | Danemark                         | Europe    | 11,27                            |
| 63         | Costa Rica                       | Amérique  | 9,85                             |
| 105        | Liberia                          | Afrique   | 6,66                             |
| 59         | Roumanie                         | Europe    | 10,76                            |
| 157        | Maroc                            | Afrique   | 3,68                             |
| 53         | Portugal                         | Europe    | 11,62                            |
| 86         | Viêt Nam                         | Asie      | 8,01                             |
| 145        | Bahreïn                          | Asie      | 4,28                             |
| 87         | Macédoine du Nord                | Europe    | 7,91                             |
| 161        | Yémen                            | Asie      | 3,56                             |
| 78         | Royaume-Uni                      | Europe    | 8,47                             |
| 147        | Nigeria                          | Afrique   | 4,27                             |
| 103        | Sainte-Lucie                     | Amérique  | 6,77                             |
| 123        | Bolivie                          | Amérique  | 5,53                             |
| 85         | Soudan du Sud                    | Afrique   | 8,03                             |
| 71         | Chine                            | Asie      | 9,17                             |
| 68         | République du Congo              | Afrique   | 9,57                             |
| 39         | Bulgarie                         | Europe    | 13,3                             |
| 90         | Brésil                           | Amérique  | 7,78                             |
| 127        | Guatemala                        | Amérique  | 5,43                             |
| 114        | Paraguay                         | Amérique  | 5,8                              |
| 80         | Salvador                         | Amérique  | 8,32                             |
| 65         | Turkménistan                     | Asie      | 9,72                             |
| 131        | Laos                             | Asie      | 5,23                             |
| 159        | Afghanistan                      | Asie      | 3,6                              |
| 133        | Malaisie                         | Asie      | 5,17                             |
| 142        | Cambodge                         | Asie      | 4,54                             |
| 163        | Mauritanie                       | Afrique   | 3,55                             |
| 89         | Arabie saoudite                  | Asie      | 7,87                             |
| 138        | Malte                            | Europe    | 4,96                             |
| 164        | Tadjikistan                      | Asie      | 3,37                             |
| 101        | Mexique                          | Amérique  | 6,84                             |
| 92         | Espagne                          | Europe    | 7,73                             |
| 170        | Émirats arabes unis              | Asie      | 2,37                             |
| 134        | Israël                           | Asie      | 5,15                             |
| 144        | Iran                             | Asie      | 4,34                             |
| 128        | République dominicaine           | Amérique  | 5,39                             |
| 117        | Bhoutan                          | Asie      | 5,75                             |
| 146        | Soudan                           | Afrique   | 4,28                             |
| 143        | Irak                             | Asie      | 4,41                             |
| 118        | Nicaragua                        | Amérique  | 5,72                             |
| 155        | Qatar                            | Asie      | 3,81                             |
| 150        | Timor oriental                   | Asie      | 4,08                             |
| 125        | Libye                            | Afrique   | 5,52                             |
| 179        | Oman                             | Asie      | 1,04                             |
| 140        | Tonga                            | Océanie   | 4,64                             |
| 107        | Italie                           | Europe    | 6,44                             |
| 169        | Azerbaïdjan                      | Asie      | 2,5                              |
| 158        | Bangladesh                       | Asie      | 3,67                             |
| 104        | Colombie                         | Amérique  | 6,74                             |
| 148        | Albanie                          | Europe    | 4,1                              |
| 132        | Grèce                            | Europe    | 5,22                             |
| 171        | Papouasie-Nouvelle-Guinée        | Océanie   | 2,28                             |
| 180        | Égypte                           | Afrique   | 1,01                             |
| 168        | Bahamas                          | Amérique  | 2,61                             |
| 152        | Chypre                           | Europe    | 4,04                             |
| 165        | Tunisie                          | Afrique   | 3,06                             |
| 160        | Birmanie                         | Asie      | 3,57                             |
| 130        | Panama                           | Amérique  | 5,28                             |
| 172        | Maldives                         | Asie      | 2,22                             |
| 181        | Liban                            | Asie      | 0,94                             |
| 166        | Pérou                            | Amérique  | 2,9                              |
| 124        | Arménie                          | Europe    | 5,53                             |
| 173        | Koweït                           | Asie      | 1,97                             |
| 167        | Algérie                          | Afrique   | 2,76                             |
| 153        | Honduras                         | Asie      | 3,9                              |
| 174        | Indonésie                        | Asie      | 1,64                             |
| 151        | Brunei                           | Asie      | 4,05                             |
| 156        | Philippines                      | Asie      | 3,77                             |
| 154        | Turquie                          | Europe    | 3,84                             |
| 175        | Jamaïque                         | Amérique  | 1,43                             |
| 177        | Sao Tomé-et-Principe             | Afrique   | 1,15                             |
| 182        | Syrie                            | Asie      | 0,89                             |
| 84         | Venezuela                        | Amérique  | 8,11                             |
| 178        | Jordanie                         | Asie      | 1,07                             |
| 110        | Saint-Vincent-et-les-Grenadines  | Amérique  | 6,19                             |
| 141        | Grenade                          | Amérique  | 4,63                             |
| 176        | Antigua-et-Barbuda               | Amérique  | 1,38                             |
| 139        | Barbade                          | Amérique  | 4,67                             |